# Lojban
Lojban (AFI /ˈloʒban/) este o limbă artificială, din categoria limbilor logice, care se bazează pe logica de ordinul I (logica predicatelor); a fost creată de către Logical Language Group în 1987. Limba Lojban i-a succedat limbii logice originale Loglan, creată de James Cooke Brown în 1955 și dezvoltată apoi de „Institutul Loglan”.